# Torneo Top 4 2002 II
El Torneo Top 4 2002 II fue la segunda edición del Torneo Top 4. Se disputó en la ciudad de Santa Fe, Argentina, del  6  al 8 de diciembre de 2002 en el Estadio Ángel P. Malvicino. 
Se coronó como campeón el club Libertad de Sunchales.

## Clasificación
Para determinar los ocho equipos participantes del torneo se tuvo en cuenta la primera fase de la Liga Nacional de Básquet 2002-03, de modo tal que los primeros de cada zona fueron cabezas de serie en un minitorneo interzonal preclasificatorio.
| Zona Litoral | Partidos | Ganados | Perdidos | Puntos |
| ------------ | -------- | ------- | -------- | ------ |
| Boca Juniors | 6        | 6       | 0        | 12     |
| Obras        | 6        | 3       | 3        | 9      |
| Belgrano     | 6        | 2       | 4        | 8      |
| Regatas      | 6        | 1       | 5        | 7      |

| Zona Norte | Partidos | Ganados | Perdidos | Puntos |
| ---------- | -------- | ------- | -------- | ------ |
| Libertad   | 6        | 5       | 1        | 11     |
| Ben Hur    | 6        | 4       | 2        | 10     |
| Atenas     | 6        | 3       | 3        | 9      |
| Andino     | 6        | 0       | 6        | 6      |

| Zona Centro             | Partidos | Ganados | Perdidos | Puntos |
| ----------------------- | -------- | ------- | -------- | ------ |
| Estudiantes (O)         | 6        | 4       | 2        | 10     |
| Gimnasia y Esgrima (LP) | 6        | 4       | 2        | 10     |
| Pico Football Club      | 6        | 3       | 3        | 9      |
| Ferro Carril Oeste      | 6        | 1       | 5        | 7      |

| Zona Sur                | Partidos | Ganados | Perdidos | Puntos |
| ----------------------- | -------- | ------- | -------- | ------ |
| Gimnasia y Esgrima (CR) | 6        | 4       | 2        | 10     |
| Quilmes                 | 6        | 3       | 3        | 9      |
| Peñarol                 | 6        | 3       | 3        | 9      |
| Estudiantes (BB)        | 6        | 2       | 4        | 8      |

|  | Semifinales | Semifinales | Semifinales |        |          | Final    | Final | Final |  |
|  |             |             |             |        |          |          |       |       |  |
|  |             |             |             |        |          |          |       |       |  |
|  | 1           | Regatas     | 0           |        |          |          |       |       |  |
|  | 1           | Regatas     | 0           |        |          |          |       |       |  |
|  | 4           | Libertad    | 2           |        |          |          |       |       |  |
|  | 4           | Libertad    | 2           |        | Libertad | Libertad | 2     |       |  |
|  |             |             |             |        | Libertad | Libertad | 2     |       |  |
|  |             |             | Atenas      | Atenas | 1        |          |       |       |  |
|  | 3           | Obras       | Atenas      | Atenas | 1        | 1        |       |       |  |
|  | 3           | Obras       |             |        |          | 1        |       |       |  |
|  | 2           | Atenas      | 2           |        |          |          |       |       |  |
|  | 2           | Atenas      | 2           |        |          |          |       |       |  |
|  |             |             |             |        |          |          |       |       |  |

|  | Semifinales | Semifinales  | Semifinales  |              |         | Final   | Final | Final |  |
|  |             |              |              |              |         |         |       |       |  |
|  |             |              |              |              |         |         |       |       |  |
|  | 1           | Belgrano     | 1            |              |         |         |       |       |  |
|  | 1           | Belgrano     | 1            |              |         |         |       |       |  |
|  | 4           | Ben Hur      | 2            |              |         |         |       |       |  |
|  | 4           | Ben Hur      | 2            |              | Ben Hur | Ben Hur | 1     |       |  |
|  |             |              |              |              | Ben Hur | Ben Hur | 1     |       |  |
|  |             |              | Boca Juniors | Boca Juniors | 2       |         |       |       |  |
|  | 3           | Boca Juniors | Boca Juniors | Boca Juniors | 2       | 2       |       |       |  |
|  | 3           | Boca Juniors |              |              |         | 2       |       |       |  |
|  | 2           | Andino       | 0            |              |         |         |       |       |  |
|  | 2           | Andino       | 0            |              |         |         |       |       |  |
|  |             |              |              |              |         |         |       |       |  |

|  | Semifinales | Semifinales             | Semifinales             |                         |                         | Final                   | Final | Final |  |
|  |             |                         |                         |                         |                         |                         |       |       |  |
|  |             |                         |                         |                         |                         |                         |       |       |  |
|  | 1           | Ferro                   | 0                       |                         |                         |                         |       |       |  |
|  | 1           | Ferro                   | 0                       |                         |                         |                         |       |       |  |
|  | 4           | Gimnasia y Esgrima (CR) | 2                       |                         |                         |                         |       |       |  |
|  | 4           | Gimnasia y Esgrima (CR) | 2                       |                         | Gimnasia y Esgrima (CR) | Gimnasia y Esgrima (CR) | 2     |       |  |
|  |             |                         |                         |                         | Gimnasia y Esgrima (CR) | Gimnasia y Esgrima (CR) | 2     |       |  |
|  |             |                         | Gimnasia y Esgrima (LP) | Gimnasia y Esgrima (LP) | 1                       |                         |       |       |  |
|  | 3           | Peñarol                 | Gimnasia y Esgrima (LP) | Gimnasia y Esgrima (LP) | 1                       | 0                       |       |       |  |
|  | 3           | Peñarol                 |                         |                         |                         | 0                       |       |       |  |
|  | 2           | Gimnasia y Esgrima (LP) | 2                       |                         |                         |                         |       |       |  |
|  | 2           | Gimnasia y Esgrima (LP) | 2                       |                         |                         |                         |       |       |  |
|  |             |                         |                         |                         |                         |                         |       |       |  |

|  | Semifinales | Semifinales      | Semifinales     |                 |         | Final   | Final | Final |  |
|  |             |                  |                 |                 |         |         |       |       |  |
|  |             |                  |                 |                 |         |         |       |       |  |
|  | 1           | Pico F.C.        | 0               |                 |         |         |       |       |  |
|  | 1           | Pico F.C.        | 0               |                 |         |         |       |       |  |
|  | 4           | Quilmes          | 2               |                 |         |         |       |       |  |
|  | 4           | Quilmes          | 2               |                 | Quilmes | Quilmes | 1     |       |  |
|  |             |                  |                 |                 | Quilmes | Quilmes | 1     |       |  |
|  |             |                  | Estudiantes (O) | Estudiantes (O) | 2       |         |       |       |  |
|  | 3           | Estudiantes (BB) | Estudiantes (O) | Estudiantes (O) | 2       | 0       |       |       |  |
|  | 3           | Estudiantes (BB) |                 |                 |         | 0       |       |       |  |
|  | 2           | Estudiantes (O)  | 2               |                 |         |         |       |       |  |
|  | 2           | Estudiantes (O)  | 2               |                 |         |         |       |       |  |
|  |             |                  |                 |                 |         |         |       |       |  |

## Desarrollo del torneo
La segunda edición se realizó en el Estadio Ángel Malvicino de la Ciudad de Santa Fe entre el 6 y 8 de diciembre de 2002, participando los cuatro mejores de la primera fase de la Liga Nacional de Básquet 2002-03 y coronándose como campeón Libertad de Sunchales.
| Fecha                  | Equipo                   | Marcador | Equipo                   |
| ---------------------- | ------------------------ | -------- | ------------------------ |
| 6 de diciembre de 2002 | Boca Juniors             | 94-83    | Estudiantes de Olavarría |
| 6 de diciembre de 2002 | Gimnasia (CR)            | 98-106   | Libertad                 |
| 7 de diciembre de 2002 | Boca Juniors             | 101-93   | Gimnasia (CR)            |
| 7 de diciembre de 2002 | Estudiantes de Olavarría | 96-101   | Libertad                 |
| 8 de diciembre de 2002 | Boca Juniors             | 110-117  | Libertad                 |
| 8 de diciembre de 2002 | Estudiantes de Olavarría | 101-78   | Gimnasia (CR)            |

| Pos. | Equipo                   | Pts | PJ | PG | PP | PF  | PC  | Dif |
| ---- | ------------------------ | --- | -- | -- | -- | --- | --- | --- |
| 1.   | Libertad de Sunchales    | 6   | 3  | 3  | 0  | 324 | 304 | +20 |
| 2.   | Boca Juniors             | 5   | 3  | 2  | 1  | 305 | 293 | +12 |
| 3.   | Estudiantes de Olavarría | 4   | 3  | 1  | 2  | 280 | 273 | +7  |
| 4.   | Gimnasia (CR)            | 3   | 3  | 0  | 3  | 269 | 308 | -39 |

Libertad de Sunchales

Campeón

Primer título